# Terza posizione (ideologia)
La terza posizione, anche nota come terza via fascista o terza via, è una definizione elaborata nella prima metà del XX secolo negli ambienti dell'emergente movimento fascista, che si riferisce alla teorizzazione di un sistema politico, culturale, sociale ed economico alternativo a quelli capitalista e comunista.

## Contesto storico ed ideologico
La Terza posizione iniziò a essere teorizzata negli anni tra le due guerre mondiali, in un contesto di ampio discontento verso il liberalismo e il socialismo. In questo periodo, fascisti e nazionalisti sostenevano la necessità di una “terza via” che potesse superare le criticità sia del capitalismo sia del comunismo. Benito Mussolini, leader del fascismo italiano, riprese concetti di socialismo nazionale preesistenti, in cui lo Stato assumeva un ruolo guida per preservare l'unità e la coesione della nazione.
La storiografia recente, tuttavia, non riduce il fascismo a una reazione al marxismo o di un rifiuto del liberalismo, ma lo vede come un fenomeno politico autonomo e più complesso. La Prima Guerra Mondiale e le crisi sociali ed economiche che ne seguirono sono considerate le radici del fascismo, che, pur ispirandosi a tradizioni preesistenti (nazionalismo giacobino, filosofie irrazionaliste e movimenti antiparlamentari ottocenteschi), elaborò un nazionalismo rivoluzionario unico. Questa ideologia combinava i miti e le esperienze di guerra, promuovendo un “misticismo nazionalista” che vedeva la nazione come un’entità organica e omogenea, unita in uno Stato totalitario che mobilitava le masse.
Il fascismo influenzò anche altri movimenti internazionali, che sorsero in Europa e altrove con l’intento di creare una “terza via” tra capitalismo e comunismo, basata su nazionalismo, totalitarismo e corporativismo. Questi movimenti rifiutavano la democrazia liberale e proponevano una visione sacralizzata della politica, con al centro un “capo” carismatico e la costruzione di una “comunità nazionale” unificata e in mobilitazione permanente.
È importante notare che, pur durante il periodo tra le due guerre mondiali, non tutti i tentativi di elaborare una “terza via” produssero ideologie totalitarie o fasciste. In particolare, il sindacalismo nazionale, che si diffuse in Francia e in Italia, influenzò successivamente il fascismo, ma in origine non possedeva le caratteristiche totalitarie che definirono poi il movimento fascista.

## Terza posizione e sviluppo di movimenti fascisti
I movimenti fascisti sorti in Europa nel corso del XX secolo sono stati spesso associati ad un orientamento ideologico di "terza via". Tuttavia oggi questo legame è percepito come meno determinante nel sorgere dei movimenti fascisti di quella epoca. L’ideologia della Terza Via criticava il capitalismo individualista e il socialismo collettivista, offrendo un’alternativa. I fascisti rifiutavano il liberalismo per le sue disuguaglianze economiche e instabilità sociali. Allo stesso tempo, respingevano il socialismo per la sua lotta di classe e il suo internazionalismo. Al contrario, promuovevano corporativismo, nazionalismo e unità sociale gerarchica. Questo permetteva loro di presentarsi come difensori del rinnovamento nazionale, attirando ceti medi, élite tradizionali e persino parte della classe lavoratrice.
In Italia, il fascismo sotto Benito Mussolini si posizionò come ideologia della Terza Via, rifiutando sia la democrazia liberale che il socialismo e sottolineando il primato dello Stato e dell'unità nazionale. Mussolini criticava il liberalismo per il suo orientamento individualista, che secondo lui indeboliva la coesione nazionale, e respingeva il socialismo perché promuoveva la lotta di classe e minava l'armonia sociale. Il fascismo propose un modello corporativo per conciliare gli interessi del lavoro e del capitale, presentando lo Stato come un mediatore in grado di risolvere le controversie economiche e mantenere l'ordine. Questa visione, sancita da politiche come la Carta del Lavoro (1927), faceva appello ai lavoratori in cerca di stabilità e agli industriali desiderosi di evitare la rivoluzione socialista. Promuovendo un'identità nazionale unificata al di sopra degli interessi individuali o di classe, il fascismo cercò di affrontare le turbolenze sociali ed economiche dell'Italia del primo dopoguerra.
Tuttavia, l’ideologia della Terza Via fu solo uno strumento e non la causa principale del successo del fascismo. La crisi dei regimi liberali e l’incapacità dei partiti tradizionali di adattarsi alla politica di massa crearono un vuoto politico dopo la prima guerra mondiale. Le crisi economiche, come la Grande Depressione, aumentarono le tensioni sociali, delegittimando le soluzioni liberali e socialiste. I leader fascisti sfruttarono queste condizioni formando alleanze con le élite, usando propaganda moderna e adattando le loro strategie. In questo contesto, l’ideologia della Terza Via fu centrale al messaggio del fascismo, ma furono le debolezze strutturali e le crisi politiche a determinare il suo successo.

## Movimenti del dopoguerra
Dopo la seconda guerra mondiale, movimenti post-fascisti si sono riferiti ancora ad una ideologia di "terza posizione". Queste ideologie, spesso eclettiche, sono accomunate dall'opposizione al capitalismo, secondo un orientamento che si definisce di sinistra, ma non socialista. Sono state influenzate da pensatori rivoluzionari di stampo conservatore o fascista come Ernst Junger, Armin Mohler, José Antonio Primo de Rivera, e Corneliu Zelea Codreanu. Negli anni ’80, in Gran Bretagna, una fazione del National Front si ispirò similmente ad un “socialismo patriottico” di terza via, che mirava a radicare il movimento in un contesto culturale e storico britannico, opponendosi al liberalismo e alle sue conseguenze sociali. Parimenti, la Nouvelle Droite francese denunciava il liberalismo come responsabile dell'immigrazione di massa, della mescolanza razziale e della distruzione delle identità etniche europee. Influenzato dal tradizionalismo di Julius Evola, questo orientamento ideologico enfatizza un’identità razziale indoeuropea e propone un modello di regionalismo decentralizzato, simboleggiato dallo slogan “Europa delle Cento Bandiere.” Nonostante il crollo del socialismo reale nel 1989, il movimento ha mantenuto la sua rilevanza, adattandosi a teorie anarchiche contemporanee e posizionandosi come avanguardia nei movimenti anti-globalizzazione.